# Plagiothecium arnoldii
Plagiothecium arnoldii là một loài rêu trong họ Plagiotheciaceae. Loài này được Milde mô tả khoa học đầu tiên năm 1869.
Danh pháp khoa học của loài này chưa được làm sáng tỏ. 